# Beter Uit
Beter Uit is een christelijke reisorganisatie uit Nederland die groepsreizen aanbiedt voor verschillende doelgroepen. Daarnaast heeft Beter Uit twee vakantieparken in Frankrijk, Luxemburg en een samenwerkingsverband met een vakantiepark in Spanje. Ook organiseert Beter Uit reizen naar onder andere Israël. 
Beter Uit is opgericht als Beter-uit Reizen in Alphen aan den Rijn. Oprichter was Jan van den Bosch, die in 1981 de grondlegger was van de Ronduit-club van de Evangelische Omroep (EO). Vanwege de protestants-christelijke identiteit van de organisatie bevindt een aanzienlijk deel van haar klantenbestand zich in de 'Bijbelgordel'.

## Geschiedenis
De huidige organisatie is voortgekomen uit Ronduit Reizen, de in 1981 opgerichte reistak van de jongerenbeweging van de Evangelische Omroep (EO). Deze werd door de toenmalige staatssecretaris van omroep en cultuur verboden, omdat deze activiteit vreemd was aan het publieke bestel. Vervolgens werd de naam veranderd naar Beter-uit Reizen.

In 1999 nam zij het grootste deel van de reisactiviteiten van de eveneens christelijke branchegenoot Echo Reizen over. In mei 2013 nam Beter-uit DrieTour Reizen uit Driebergen over.
In 2014 veranderde de organisatie haar naam van Beter-uit Reizen naar Beter-uit. Dat 'Reizen' uit de naam werd geschrapt was een gevolg van het veranderde aanbod: naast reizen werd nu ook verblijf in vakantieparken aangeboden. In 2016 nam Beter-uit het failliete Middle Continental Tours uit Beek over, een organisatie die gespecialiseerd was in koorreizen, korenfestivals en stedentrips. Per april 2017 is de naam weer gewijzigd, nu naar Beter Uit (zonder koppelteken). 

## Activiteiten
Beter Uit organiseert reizen naar diverse bestemmingen in binnen- en buitenland, zoals voor christenen interessante plaatsen in Israël en de Verenigde Staten. Ook biedt het bedrijf vakantiemogelijkheden op gecontracteerde christelijke campings. Daarnaast heeft de organisatie vakantieparken: La Draille, Vell Emporda  en Walsdorf. Deze bevinden zich respectievelijk in Frankrijk, Spanje en Luxemburg.
De organisatie is lid van High Flight International (HFI) en de ANVR en stond in 2010 op plaats 27 in de top 40 van grootste touroperators van Nederland.

## Juridisch conflict
In 2006 trok de organisatie kort de aandacht van de landelijke media, toen zij in een juridisch conflict raakte met ex-bedrijfsleider Jan-Willem Herweijer, die onder de naam Goed Idee Reizen voor zichzelf was begonnen. In eerste instantie werd de ex-medewerker onder meer beschuldigd van misbruik van klantenbestanden en relaties en, volgens zijn advocaat, daarmee ook van het schenden van een concurrentiebeding. Gaandeweg de procedure werd gesteld dat Beter-uit Herweijer had ontslagen vanwege seksuele uitspattingen. Herweijer ontkende dat en zei dat hij zelf ontslag had genomen. Beide partijen beschuldigden elkaar van het naar buiten brengen van deze kwestie. De rechtbank stelde Beter-uit Reizen op alle punten in het ongelijk. Beter-uit tekende vervolgens hoger beroep aan, maar trok dat later weer in.